# 布賴滕布倫拉伯河

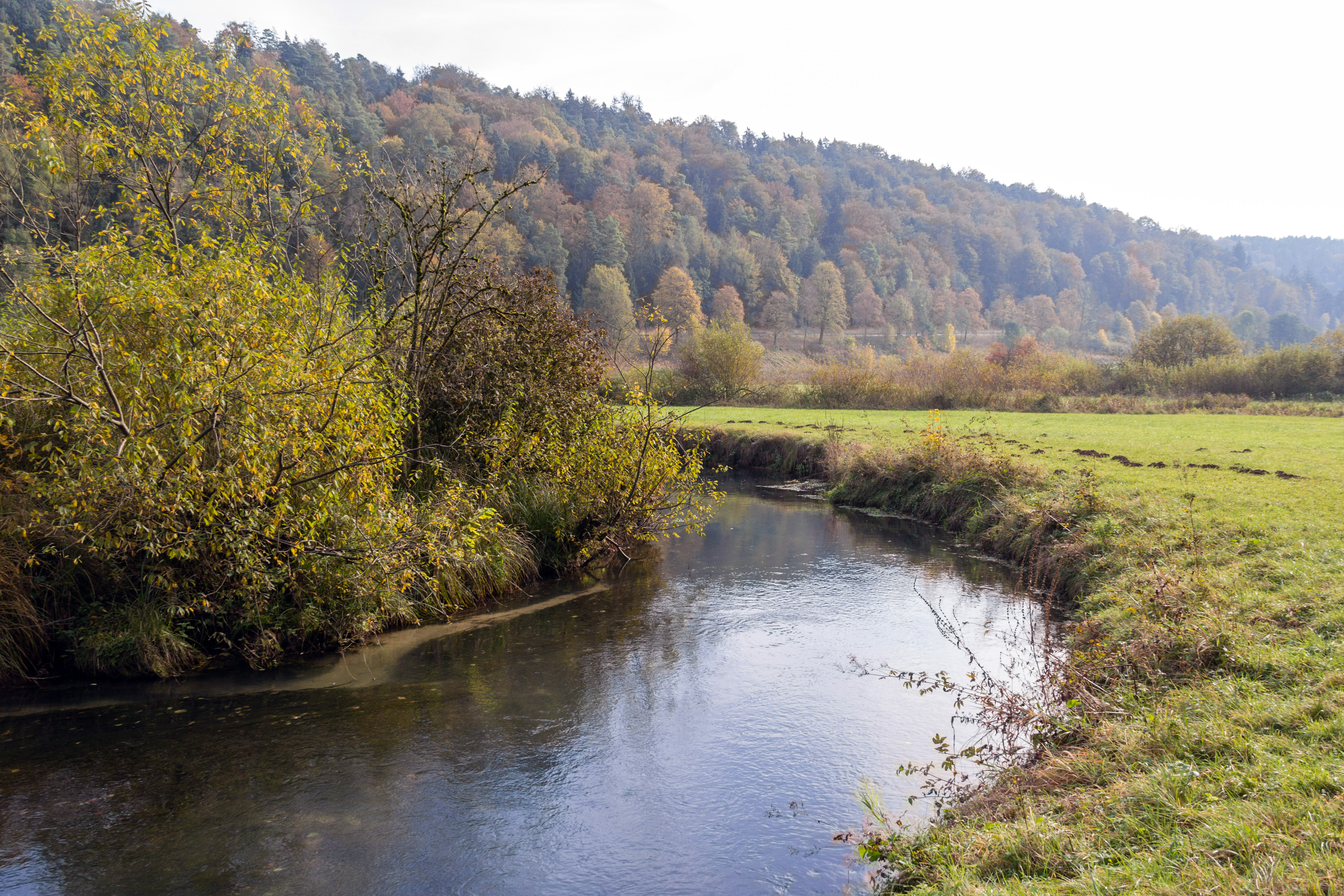
布賴滕布倫拉伯河

49°2′38.62″N 11°35′54.72″E / 49.0440611°N 11.5985333°E
布賴滕布倫拉伯河（德語：Breitenbrunner Laber），是德國巴伐利亚州的河流，位於該國東南部，屬於魏瑟拉伯河的左支流，河道全長21公里，流域面積197平方公里。